# Tamiga (Nasséré)
Pour les articles homonymes, voir Tamiga.
Tamiga est une localité située dans le département de Nasséré de la province du Bam dans la région Centre-nord au Burkina Faso. En 2006, cette localité comptait 825 habitants dont 54,5% de femmes.